# Geert van Istendael
Geert van Istendael, pseudonimo di Geert Maria Mauritius Julianus Vanistendael (Uccle, 29 marzo 1947), è uno scrittore, poeta e saggista belga d'espressione olandese. In precedenza è stato anche giornalista e conduttore televisivo. È un sostenitore dell'orangismo.

## Biografia
Geert van Istendael è nato da una famiglia cattolica e erudita. Suo padre era il segretario della Christian International Union. Dal 1947 al 1953 la famiglia si stabilisce a Utrecht nei Paesi Bassi.
Van Istendael ha studiato sociologia e filosofia alla Katholieke Universiteit Leuven. Dopo aver studiato, ha lavorato come ricercatore scientifico presso il Fonds voor Wetenschappelijk Onderzoek (Fondo di ricerca scientifica) specializzato in pianificazione urbana. Dal 1978 è collaboratore per la radio e la televisione nazionale in lingua olandese (BRT). È specializzato nella storia belga e tedesca.
Nel 1978 debutta con Bomen wijzen niet maar wuiven (Gli alberi non puntano ma ondeggiano). Nel 1993 ha lasciato la televisione per diventare uno scrittore a tempo pieno e stabilirsi a Sint-Lambrechts-Woluwe.
Scrive molti libri ben documentati con il tema di Bruxelles e del Belgio, critici del semplicistico nazionalismo fiammingo e del cripto-cattolicesimo dello stato belga e aderenti al secolarismo, caratterizzati da un odio d'amore per il suo paese e una tale ironia erudita. Supporta il movimento per la riapertura del fiume Senne. Nel 1995 ha vinto il premio Geuzenprijs, un premio dell'Associazione gantois ' t Zal wel gaan che vuole premiare le persone che lavorano per un laicismo aperto, multiculturale e libero senza complessi.